# Keiichi Tsuchiya
Keiichi Tsuchiya (土屋圭市, Tsuchiya Keiichi) est un pilote automobile japonais né le 30 janvier 1956 à Tōmi, dans la préfecture de Nagano. Il est principalement connu comme étant le « Drift King » pour sa maîtrise des dérapages contrôlés (drift) lors d'épreuves de course automobiles.

## Biographie
Inspiré par la technique particulière de pilotage de Kunimitsu Takahashi, qu'il a pu observer lors du championnat du Japon des voitures de tourisme (JTCC) dans les années 1970, Tsuchiya va mettre en pratique la technique du drift lors de courses de montagne sauvages (appelées « Touge » ou « Tôge »), puis sur circuit. En 1988, il sera à l'origine du lancement du drift en tant que discipline sur circuit,.
Keiichi Tsuchiya a participé à la réalisation du manga et de l'anime Initial D ; en tant que directeur technique. Il s’agit d’un seinen manga de course de rue japonais de Shuichi Shigeno (publié de 1995 à 2013).
Au début, le Drift King aidait le mangaka avec des précisions techniques telles que le drift, le mouvement et le comportement des voitures et des explications sur le côté technique de la course afin que l’histoire ait une dimension plus réaliste. Fait amusant, on peut apercevoir Keiichi Tsuchiya dans l'épisode 23 d'Initial D: First Stage.
En 2006, il apparaît en caméo dans le film Fast and Furious: Tokyo Drift sous les traits d'un pêcheur. Il fut également coordinateur de cascade et également cascadeur pour ce film.

## Palmarès
- 1977 : Débuts en Fuji Freshman series.
- 1977-1984 : court quelques épreuves du championnat du Japon des voitures de tourisme.
- 1984 : Fuji Freshman Series Race (Toyota AE86), six victoires.
- 1985 : Championnat du Japon des voitures de tourisme (Toyota AE86) 1er de la catégorie.
- 1986 : Corolla Sprinter Cup, deux podiums.
- 1987 : Championnat du Japon des voitures de tourisme (Honda Civic), une victoire.
- 1988 : Toyota Cup, 1er au général.
  - Championnat du Japon des voitures de tourisme (BMW E30), 3e en Class 2.
  - Macau Guia (BMW M3), 4e au général.
- 1989 : All Japan F3 championship.
  - Championnat du Japon des voitures de tourisme (Ford Sierra Cosworth), une victoire.
- 1990 : Championnat du Japon des voitures de tourisme (Ford Sierra Cosworth).
  - Macau Guia (Ford Sierra Cosworth).
  - New Zealand Touring Car Series (Toyota).
- 1991 : All Japan F3 championship (Ralt-Mugen), 10e au général.
  - Championnat du Japon des voitures de tourisme (Nissan Skyline GT-R), 5e au général.
- 1992 : Championnat du Japon des voitures de tourisme (Nissan Skyline GT-R).
- 1993 : Championnat du Japon des voitures de tourisme (Taisan Nissan Skyline GT-R), une victoire.
  - Japan Endurance series (Honda Prelude), 2e des 12 heures de Tsukuba.
- 1994 : All Japan GT championship (Porsche 911T), une victoire.
  - Championnat du Japon des voitures de tourisme (Honda Civic).
  - Suzuka 1000 km (Porsche 911T), 1er de la catégorie, 2e au général.
  - 24 Heures du Mans (Honda NSX), 18e au général.
- 1995 : All Japan GT championship (Porsche911TRSR).
  - Championnat du Japon des voitures de tourisme (Honda Civic).
  - Suzuka 1000 km (Honda NSX), 5e au général.
  - Tokachi 12 Hours (Honda NSX), 1er au général.
  - 24 Heures du Mans (Honda NSX), 1er de sa catégorie.
- 1996 : All Japan GT championship (Honda NSX), 13e au général.
  - NASCAR Thunder Special race at Suzuka.
  - 24 Heures du Mans (Honda NSX), 3e de la catégorie.
- 1997 : All Japan GT championship (Porsche 911/Dodge Viper).
  - Fuji InterTec race (Toyota Chaser).
  - Suzuka 1000 km (Lark McLaren F1 GTR), 9e au général.
  - NASCAR Thunder Special race à Suzuka.
  - 24 Heures du Mans (Lark McLaren F1 GTR), qualifié 10e, abandon en course.
- 1998 : Championnat du Japon des voitures de tourisme (Toyota Chaser), 7e au général.
  - All Japan GT championship (Toyota Supra), 8e au général.
  - Le Mans 24 Heures (Toyota GT-One), 9e au général.
  - NASCAR au California Speedway.
- 1999 : Japan Touring Car Championship (Advan Altezza Touring car).
  - 24 Heures du Mans (Toyota GT-One), 2e au général.
- 2000 : 24 Heures du Mans (Panoz LMP-1 Roadster-S), 8e au général.
- 2000-2003 : Team ARTA (Honda NSX) All Japan GT championship.